# Valerianella mixta
Valerianella mixta är en kaprifolväxtart som först beskrevs av Carl von Linné, och fick sitt nu gällande namn av Dufr. Valerianella mixta ingår i släktet klynnen, och familjen kaprifolväxter. Inga underarter finns listade i Catalogue of Life.